# Jelovec Voćanski
Jelovec Voćanski is een plaats in de gemeente Donja Voća in de Kroatische provincie Varaždin. De plaats telt 98 inwoners (2001).